# Psilopa aequalipes
Psilopa aequalipes är en tvåvingeart som först beskrevs av Becker 1907.  Psilopa aequalipes ingår i släktet Psilopa och familjen vattenflugor. Inga underarter finns listade i Catalogue of Life.